# Tindfjallajökull
Tindfjallajökull è il ghiacciaio del Tindfjöll (Monte Appuntito), nel sud dell'Islanda, posto sulla cima di uno stratovulcano inattivo. La caldera attuale si è formata 54.500 anni fa nel corso dell'eruzione dell'Ignimbrite di Þórsmörk e ha un diametro di 5 km. L'ultima eruzione è avvenuta in una data imprecisata dell'Olocene.

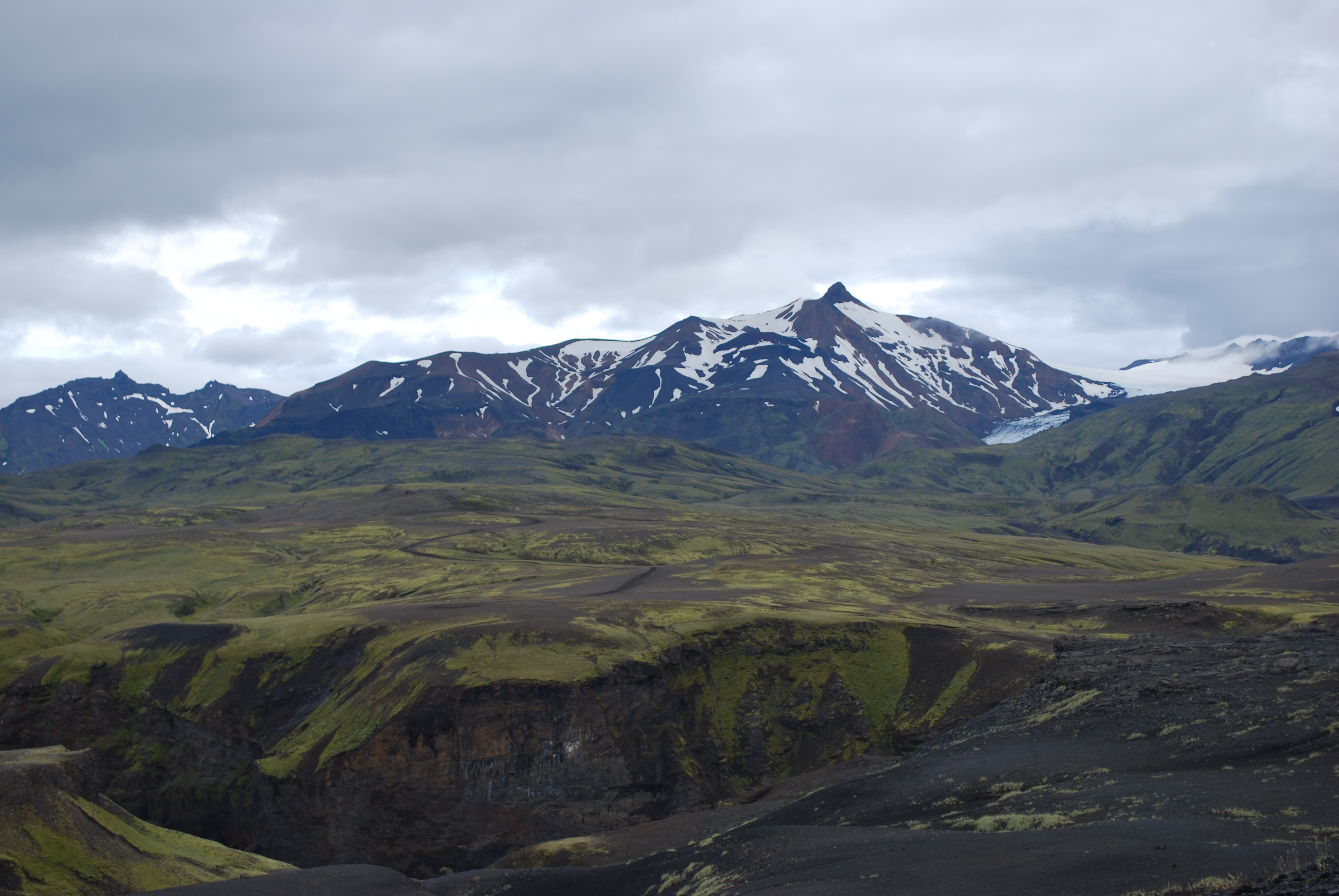
Tindfjallajökull

L'estensione del ghiacciaio è di 19 km². La cima più alta, 1462 m, prende il nome dal capostipite dei giganti del ghiaccio della mitologia norrena, Ýmir.
Molti fiumi discendono dalle pendici del Tindfjöll e vanno ad alimentare principalmente i corsi del Rangá e del Markarfljót.